# Соглашение о сотрудничестве в авиационном и морском поиске и спасании в Арктике
Соглашение о сотрудничестве в авиационном и морском поиске и спасании в Арктике (англ. Agreement on Cooperation on Aeronautical and Maritime Search and Rescue in the Arctic) — первое юридически обязывающее соглашение, заключенное под эгидой «Арктического совета». Документ также является первым юридически обязывающим соглашением, заключенным между всеми восемью арктическими государствами, которые демонстрируют намерения сотрудничества для решения актуальных вопросов арктического региона. Соглашение было подписано в ходе 7-го заседания «Арктического совета».

## Подписание соглашения
Соглашение было подписано во время встречи министров иностранных дел государств-членов «Арктического совета», которая состоялась 12 мая 2011 года в столице Гренландии — Нуук. Документ был подписан:
- от имени Правительства Канады — Леона Аглуккак(Министр здравоохранения Канады);
- от имени Правительства Исландии- Оссур Скарфединссон[англ.](Министр иностранных дел Исландии);
- от имени Правительства Дании- Лене Эсперсен (Министр иностранных дел Дании);
- от имени Правительства Норвегии — Йонас Гар Стёре (Министр иностранных дел Норвегии);
- от имени Правительства Фарерских островов — Кай Лео Йоханнесен (Премьер-министр Фарерских островов);
- от имени Правительства Швеции — Карл Бильдт (Министр иностранных дел Швеции);
- от имени Правительства Гренландии — Куупик Клейст (Премьер-министр Гренландии);
- от имени Правительства Российской Федерации — Сергей Лавров (Министр иностранных дел РФ);
- от имени Правительства Финляндии — Яакко Лааяава[англ.](заместитель министра иностранных дел Финляндии);
- от имени Правительства США — Хиллари Клинтон (Государственный секретарь США)[6]

Депозитарием настоящего соглашения выступила Канада. В декабре 2011 года страна провела арктические учения по авиационному и морскому поиску и спасению в городе Уайтхорс, Юкон. Во время их проведения присутствовали международные эксперты с целью изучения путей улучшения мер по поиску и спасению в арктическом регионе. Документ вступил в силу в 2013 году.

## Содержание соглашения
Соглашение нацелено на укрепление сотрудничества и координации в арктическом регионе при осуществлении авиационных и морских поисково-спасательных операций на территории подконтрольной государствам-членам «Арктического совета». Под такими территориями подразумеваются земельные площади, внутренние воды и территориальные моря вместе с надземным воздушным пространством. Такие операции должны проводиться на основе Международной конвенции по поиску и спасанию на море 1979 года и Конвенции о международной гражданской авиации 1944 года, а также дополнительных указаний, указанных в Международном авиационном и морском наставлении по поиску и спасанию. Согласно соглашению стороны вправе запросить разрешение на въезд на территорию других государств-членов «Арктического совета» для поиска и спасания (включая заправку транспортных средств). В таких случаях применяется наиболее оперативная процедура пересечения границы в соответствии с национальным законом и международными соглашениями. Стороны обязуются обмениваться информацией, которая повышает эффективность поисково-спасательных операций. Вдобавок к этому они должны содействовать сотрудничеству, уделяя внимание в первую очередь вопросам обмена опытом, наблюдениями, системой сбора судовых сообщений, информационной системой, совместными учениями и разработками. Представители государств-членов «Арктического совета» должны регулярно встречаться для рассмотрения и решения вопросов практического сотрудничества.